# Торфяная (деревня)
Торфяная— деревня в Износковском районе Калужской области России. Входит в сельское поселение «Село Износки»

## География
Рядом — Алешня.

## Население
| 2002 | 2010 |
| ---- | ---- |
| 6    | ↘4   |

## История
Образовалась в СССР,  в 1941-м году называлась Носовские торфоразработки. 